# Myzomela wakoloensis
Myzomela wakoloensis là một loài chim trong họ Meliphagidae.
Đây là loài đặc hữu của Indonesia, nơi nó xuất hiện ở quần đảo Molucca của Buru và Seram. Môi trường sống tự nhiên của chúng là rừng đất thấp ẩm nhiệt đới hoặc cận nhiệt đới, rừng ngập mặn cận nhiệt đới hoặc cận nhiệt đới và rừng trên núi ẩm nhiệt đới hoặc cận nhiệt đới.